# David Dorfman
David Dorfman (ur. 7 lutego 1993 w Los Angeles) – amerykański prawnik i aktor.
W wieku 13 lat rozpoczął naukę na Uniwersytecie Kalifornijskim w Los Angeles, a po ukończeniu kontynuował studia w Harvard Law School. Przez pewien czas pracował w kancelarii prawniczej w Hongkongu. Pracuje jako doradca w Izbie Reprezentantów Stanów Zjednoczonych, współpracuje także z fundacją National Endowment for Democracy.

## Filmografia
- Invisible Child (1999) jako Sam Beeman
- Galaxy Quest – Ko(s)miczna załoga (Galaxy Quest, 1999) jako chłopiec
- Sprawy rodzinne 2 (Family Law, 1999-2002) jako Rupie Holt
- Gra o miłość (Bounce, 2000) jako Joey Janello
- Przerażenie (Panic, 2000) jako Sammy
- The Ring (The Ring, 2002) jako Aidan
- 100 Mile Rule (2002) jako Andrew Davis
- Śpiewający detektyw (The Singing Detective, 2003) jako młody Dan Dark
- Teksańska masakra piłą mechaniczną (The Texas Chainsaw Massacre, 2003) jako Jedidiah Sawyer
- Joan z Arkadii (Joan of Arcadia, 2003-2005) jako Rocky Tardio (gościnnie)
- A Wrinkle in Time (2003) jako Charles Wallace Murry
- The Ring 2 (The Ring Two, 2005) jako Aidan Keller
- Drillbit Taylor: Ochroniarz amator (2008) jako Emmit